# Tirotoxicosis ficticia
La tirotoxicosis ficticia es un trastorno metabólico caracterizado por una ingesta de grandes dosis de hormonas tiroideas de forma deliberada o por terapia inadecuada, constituyendo la causa más frecuente de tirotoxicosis no asociada a hipertiroidismo.
En la tirotoxicosis silente hay una captación de yodo baja, por lo tanto, el trastorno se diagnostica con pruebas de captación de yodo. A diferencia de la tiroiditis subaguda, la velocidad de sedimentación globular no suele estar aumentada y la ausencia de anticuerpos antitiroideos, la distingue de procesos como la tiroiditis de Hashimoto.